# Estelle Harris
Estelle Harris   (Nova York, 22 d'abril de 1928 - Palm Desert, 2 d'abril de 2022) va ser una actriu estatunidenca. Va néixer com Estelle Nussbaum, filla petita d'Isaac i Anna Nussbaum, immigrants polonesos que tenien una botiga de llaminadures. És coneguda pels seus papers com Estelle Costanza, esposa de Frank Costanza i mare de George Costanza en la sèrie Seinfeld. Quan tenia set anys, la família se'n va anar a viure Tarentum, prop de Pittsburgh. Va rebre l'educació secundaria a la Tarentum High School on ja va lluir el seu talent per a papers humorístics al teatre escolar.
Es va casar el 1953 amb Sy Harris, i tenia tres fills. Quan eren petits, es va limitar en paper en teatre amateur, sopars de teatre i uns rars films de propaganda. El 1977, amb quarante-i-nou anys, va rebre el seu primer paper en una pel·lícula: Irma a Looking Up, a costat de Marilyn Chris i Dick Shawn.
A més de la sèrie ja esmentada, va protagonitzar variats personatges en pel·lícules d'animació, sèries de televisió i sèries animades com Lula, l'espasa encantada en Dave el Bàrbar, la Sra. Lipsky, la mare del Doctor Drakken en Kim Possible, la Sra. Duckstein en Queer Duck, Muriel en Zack i Cody: Bessons en Acció, la Senyora Potato a costat de Don Rickles com Mr. Potato Head en Toy Story 2, la gosa àvia en Germà gos, la gallina Audrey en Vaques Vaqueres, la Srta. Boogien en la pel·lícula animada Teacher's Pet, i la mare de la Mort en Family Guy. També va tenir un paper menor en la sèrie Sabrina, la bruixota adolescent, i va participar en un episodi de The Weakest Link.